# Rolando Mandragora
Rolando Mandragora, född 29 juni 1997 i Neapel, är en italiensk fotbollsspelare som spelar för Fiorentina. Han representerar även det italienska landslaget.

## Karriär
Den 3 oktober 2020 meddelade Juventus att Mandragora återvände till klubben och att han hade skrivit på ett femårskontrakt. Mandragora lånades dock direkt tillbaka till Udinese över säsongen 2020/2021. Den 1 februari 2021 lånades han istället ut till Torino på ett 1,5-årigt låneavtal.
Den 4 juli 2022 värvades Mandragora av Fiorentina, där han skrev på ett fyraårskontrakt.

## Meriter
Juventus
- Serie A: 2016/2017
- Coppa Italia: 2016/2017